# Dvorská bouda
Dvorská bouda je horská bouda, která je nejvýše položenou chatou ze Zadních Rennerovek, skupiny chat v Krkonošském národním parku. Nachází se v nadmořské výšce 1313 m na úbočí Zadní Planiny (1423 m n. m.) ve vzdálenosti 2 km od Výrovky, 4 km od Luční boudy a 7 km od Sněžky. Umožňuje výhled na Liščí horu a Přední Žalý. Za dobrého počasí je vidět i Hradec Králové a Pardubice. Chata nabízí 110 lůžek od turistické třídy po apartmány, restauraci a večerní bar. V okolí jsou tratě pro běh na lyžích, ve vzdálenosti 100 m je dětský cvičný vlek, ve vzdálenosti 200 m sjezdovka Kuprovka a ve vzdálenosti 1200 m sjezdovka Friesovy boudy.

## Dostupnost
Motorovým vozidlem jsou dostupné v létě ze Strážného po silnici která pokračuje na Výrovku a Luční boudu a slouží zároveň jako cyklotrasa K1A. V zimě motoristům slouží záchytné parkoviště ve Strážném - lomu, kam jezdí i autobusová doprava.
Pěší přístup je možný po turistických trasách:
- po  červené turistické značce ze Strážného kolem Lahrových Bud.
- po  červené turistické značce od Luční boudy kolem Výrovky a Chalupy Na Rozcestí.
- po  zelené turistické značce od restaurace Svornost v Peci pod Sněžkou.